# Roosevelt (Schiff)
Die USS Roosevelt (DDG-80) ist ein Zerstörer der Arleigh-Burke-Klasse. Die United States Navy benannte das Schiff explizit sowohl nach dem 32. Präsidenten der Vereinigten Staaten, Franklin D. Roosevelt, als auch nach seiner Ehefrau Eleanor Roosevelt.

## Geschichte
DDG-80 wurde 1995 bestellt und Ende 1997 bei Ingalls Shipbuilding auf Kiel gelegt. Der Bau dauerte knapp über ein Jahr, die Endausrüstung und die Werfterprobungsfahrten dauerten dann bis zum 14. Oktober 2000 an, als die Roosevelt offiziell in Dienst gestellt wurde.
2002 verlegte die Roosevelt in europäische Gewässer, unter anderem besuchte das Schiff Gibraltar. 2004 nahm sie zusammen mit dem Flugzeugträger John F. Kennedy an Übungen teil.
2006 operierte der Zerstörer im Krieg gegen den Terror zusammen mit der niederländischen Fregatte De Zeven Provinciën im Indischen Ozean. Die beiden Schiffe wollten vor der Küste Somalias einen südkoreanischen Trawler abfangen, der von Piraten übernommen worden war. Nachdem die Kaperer die Besatzung des Trawlers umzubringen drohten mussten die beiden Schiffe sich jedoch zurückziehen. 2007 löst der Zerstörer die Monterey als Flaggschiff der Standing NATO Maritime Group 2 ab. 2008 verlegte er dann an der Seite der Iwo Jima, 2009 nahm er mit dieser an der New Yorker Fleet Week teil. In der Nacht vom 16. auf den 17. März 2014 war der Zerstörer an der Aufbringung eines Öltankers Morning Glory vor Zypern beteiligt, der zuvor 6 Monate unter nordkoreanischer Flagge fuhr. Dem Tanker wurde kurz vor dem Entern aufgrund Vertragsbruchs die Registrierung von Nordkorea entzogen und wurde dadurch staatenlos. Die Operation wurde von einem Navy-Seals-Team-Kommando durchgeführt. Der Tanker sollte eine Öl-Lieferung zugunsten der separatistisch handelnden Rebellen der Region Kyrenaika an Zwischenhändler ausführen.
Im Frühjahr 2020 verlegte das Schiff von seinem bisherigen Heimathafen Mayport auf seine neue Basis Rota.
Vom 7. bis zum 19. Januar 2023 besuchte die USS Roosevelt den Hafen von Rostock.